# 幌延インターチェンジ
幌延インターチェンジ（ほろのべインターチェンジ）は、北海道天塩郡幌延町元町にある天塩防災・幌富バイパスのインターチェンジ (IC) 。

## 概要
北海道縦貫自動車道に並行する国道40号の自動車専用道路である幌富バイパスの起点および国道40号天塩防災の終点となるインターチェンジである。2021年（令和3年）現在、幌延IC以南では国道40号現道とは直接接続しておらず、町道を介しての接続となっており、幌延ICは丁字型の平面交差点となっていた。このため、一般国道40号天塩防災事業により天塩防災と幌富バイパスを直結させ、当ICは跨道橋を架設して立体化された。
北海道縦貫自動車道の中川IC（音中道路） - 幌延IC間は2021年（令和3年）現在予定路線区間であり、概略ルートおよび構造の検討（計画段階評価を進めるための調査）が行われている。

## 歴史
- 2010年（平成22年）3月14日：幌富バイパスの幌延IC - 豊富サロベツIC間開通に伴い、供用開始[5][6]。
- 2023年（令和5年）9月21日：天塩防災の幌延町幌延 - 幌延IC間延長1.8 kmが開通[3][1]。

## 周辺
- 幌延駅（JR北海道・宗谷本線）
- 幌延郵便局
- 幌延町役場
- 名林公園
- 幌延町東ヶ丘スキー場
- ふるさとの森森林公園
- 金田心象書道美術館
- 幌延町郷土資料館
- 天塩川
  - 天塩大橋：老朽化や耐震性能の観点と幌富バイパスとの接続が考慮され、天塩防災事業により2020年（令和2年）に上流側へ架け替えられた。

## 接続する道路
- 直接接続
  - 町道幌延3号線

- 間接接続
  - 北海道道121号稚内幌延線
  - 北海道道256号豊富遠別線
  - 国道40号
  - 国道232号

## 隣
E5 幌富バイパス
幌延IC - 豊富サロベツIC